# Tudelle
Tudelle är en kommun i departementet Gers i regionen Occitanien i sydvästra Frankrike. Kommunen ligger i kantonen Vic-Fezensac som tillhör arrondissementet Auch. År 2022 hade Tudelle 56 invånare.

## Befolkningsutveckling
Antalet invånare i kommunen Tudelle
Referens:INSEE